# Comuna Mihai Bravu, Tulcea
Mihai Bravu este o comună în județul Tulcea, Dobrogea, România, formată din satele Mihai Bravu (reședința), Satu Nou și Turda.

## Demografie
Componența etnică a comunei Mihai Bravu
     Români (87,71%)
     Alte etnii (0,22%)
     Necunoscută (12,07%)
Componența confesională a comunei Mihai Bravu
     Ortodocși (86,37%)
     Alte religii (1,11%)
     Necunoscută (12,52%)
Conform recensământului efectuat în 2021, populația comunei Mihai Bravu se ridică la 2.245 de locuitori, în scădere față de recensământul anterior din 2011, când fuseseră înregistrați 2.356 de locuitori. Majoritatea locuitorilor sunt români (87,71%), iar pentru 12,07% nu se cunoaște apartenența etnică. Din punct de vedere confesional, majoritatea locuitorilor sunt ortodocși (86,37%), iar pentru 12,52% nu se cunoaște apartenența confesională.

## Politică și administrație
Comuna Mihai Bravu este administrată de un primar și un consiliu local compus din 11 consilieri. Primarul, Tănase Răducan[*], de la Partidul Social Democrat, este în funcție din 2012. Începând cu alegerile locale din 2024, consiliul local are următoarea componență pe partide politice:
|  | Partid                          | Consilieri | Componența Consiliului | Componența Consiliului | Componența Consiliului | Componența Consiliului | Componența Consiliului | Componența Consiliului | Componența Consiliului |
|  | ------------------------------- | ---------- | ---------------------- | ---------------------- | ---------------------- | ---------------------- | ---------------------- | ---------------------- | ---------------------- |
|  | Partidul Social Democrat        | 7          |                        |                        |                        |                        |                        |                        |                        |
|  | Partidul Național Liberal       | 2          |                        |                        |                        |                        |                        |                        |                        |
|  | Alianța pentru Unirea Românilor | 2          |                        |                        |                        |                        |                        |                        |                        |